# Соломонова Острва на Светском првенству у атлетици у дворани 2018.
Соломонова Острва су учествовала на Светском првенству у атлетици у дворани 2018. одржаном у Бирмингему од 1. до 4. марта једанаести пут. Репрезентацију Соломонових Острва представљао 1 такмичар који се такмичио у трци на 60 метара.,
На овом првенству такмичари Соломонових Острва нису освојили ниједну медаљу али су оба такмичара оборили лични рекорд.

## Учесници
Мушкарци:
- Paul Ma'unikeni — 60 м

## Резултати

### Мушкарци
| Атлетичар       | Дисциплина | Лични рекорд | Квалификација | Квалификација | Полуфинале           | Полуфинале           | Финале               | Финале       | Детаљи |
| Атлетичар       | Дисциплина | Лични рекорд | Резултат      | Место         | Резултат             | Место                | Резултат             | Место        | Детаљи |
| --------------- | ---------- | ------------ | ------------- | ------------- | -------------------- | -------------------- | -------------------- | ------------ | ------ |
| Paul Ma'unikeni | 60 м       |              | 7,32 ЛР       | 8. у гр. 4    | Није се квалификовао | Није се квалификовао | Није се квалификовао | 45 / 49 (52) |        |